# Hellum Sogn
Hellum Sogn er et sogn i Brønderslev Provsti (Aalborg Stift).
I 1800-tallet var Hellum Sogn i Dronninglund Herred anneks til Jerslev Sogn i Børglum Herred. Begge herreder hørte til Hjørring Amt. Trods annekteringen var hvert af de to sogne en selvstændig sognekommune. Ved kommunalreformen i 1970 blev både Jerslev og Hellum indlemmet i Brønderslev Kommune.
I Hellum Sogn ligger Hellum Kirke.
I sognet findes følgende autoriserede stednavne:
- Allerup Bakker (areal)
- Hellum (ejerlav)
- Hellum Mejeriby (bebyggelse)
- Hellum Nørreside (bebyggelse)
- Hulvejen (bebyggelse)
- Kalsbjerg (areal)
- Skelbakken (areal)
- Storstensbakke (areal)
- Vestermarken (bebyggelse)
- Østermarken (bebyggelse)